# Berlin-Tegel
Tegel is een stadsdeel van de Duitse hoofdstad Berlijn en behoort tot het noordwestelijke district (Verwaltungsbezirk) Reinickendorf. Het stadsdeel is vooral bekend vanwege de voormalige luchthaven Tegel. Tegel was een zelfstandig dorp tot het in 1920 werd geannexeerd door Groot-Berlijn. De bebouwing van het stadsdeel, dat ongeveer 37.000 inwoners telt, concentreert zich in het oosten. Het grootste deel van het grondgebied bestaat uit bosgebied en de Tegeler See, een met de rivier de Havel verbonden meer. Tegel is gedeeltelijk gelegen in de Barnim streek.  

## Ligging
Tegel ligt in het noordwesten van Berlijn en is na Köpenick is Tegel qua oppervlakte het grootste stadsdeel van Berlijn. Centraal gelegen in Tegel ligt de Tegeler See met zeven eilanden (van noord naar zuid): 
| - Hasselwerder - Lindwerder - Reiswerder - Scharfenberg | - Baumwerder - Valentinswerder - Maienwerder |

De beek Tegeler Fließ mondt ook uit in de Tegeler See en daar aan de oude binnenstad liggen nog de twee kleine eilanden Humboldtinsel en Tegeler Insel.

## Geschiedenis
Tegel is ontstaan in de eerste helft van de dertiende eeuw. De eerste vermelding op een document dateert uit 1322. Vanaf 1361 behoorde het hele dorp toe aan de nonnen van Spandau, die het gekocht hadden van Johann Wolf, een burger van Cölln. Van 1558 tot 1872 behoorde het dorp tot Spandau. In 1737 werd het slot Tegel gebouwd. Vanaf 1893 was Tegel ook bereikbaar met de trein. Ten tijde van West-Berlijn behoorde Tegel tot de Franse sector en werd ten zuidwesten van het station het zogenaamde Franse station ingericht wat de bestemming of vertrekpunt voor alle Franse troepentransporten per spoor was. 
In het begin van de 20ste eeuw beleefde Tegel een enorme bloei als recreatiegebied voor Berlijn. Er werd een haven gebouwd aan de Tegeler See en er werd ook een havenbrug gebouwd. Buiten de gemeente Tegel was er destijds ook het Gutsbezirk Tegel-Schloß, wat het kasteel en de directe omgeving omvatte, evenals de Tegeler See en zijn eilanden. Op 1 oktober 1920 werden de gemeente Tegel en het Gutsbezirk bij Groot-Berlijn gevoegd en deze vormen sindsdien de wijk Tegel van het district Reinickendorf. 
Van 1933 tot 1948 stond een zendtoren voor radio-uitzendingen in Tegel en was 165 meter hoog. In 1948 werd deze afgebroken voor de aanleg van de luchthaven. Na de Tweede Wereldoorlog was de verlenging van de metrolijn U6 naar Tegel het eerste bouwproject van de Berlijnse metro. De lijn werd in gebruik genomen in 1958. Tegelijkertijd werden de tramlijnen die er al sinds 1881 liepen opgeheven.
Tot 1978 werd ten noorden van de luchthaven grind gewonnen, hierdoor ontstond het meer dat de naam Flughafen see kreeg, waarvan het grootste deel samen met het aangrenzende bos een vogelreservaat vormt.

## Sport
SC Tegel, dat in 2002 fuseerde tot Nordberliner SC en naar een ander stadsdeel verhuisde speelde één seizoen in de hoogste klasse en speelde tot halverwege de jaren zeven nog een aantal seizoenen in de tweede en derde klasse. 

## Verkeer
Het station Tegel aan de Kremmener Bahn opende al in 1893 en wordt bediend door de S-Bahn-lijn S25. Er zijn ook drie metrostations van de U6-lijn; Alt-Tegel, Borsigwerke en Holzhauser Straße.
De luchthaven van Tegel werd in 1948 uitgebouwd ter ondersteuning van de Berlijnse luchtbrug door de Franse bezetter. De burgerluchtvaart begon in 1960. In 1974 verving Tegel Tempelhof als belangrijkste luchthaven van West-Berlijn. Na de opening van de Flughafen Berlin Brandenburg werd de luchthaven in Tegel op 8 november 2020 gesloten. 

## Galerij

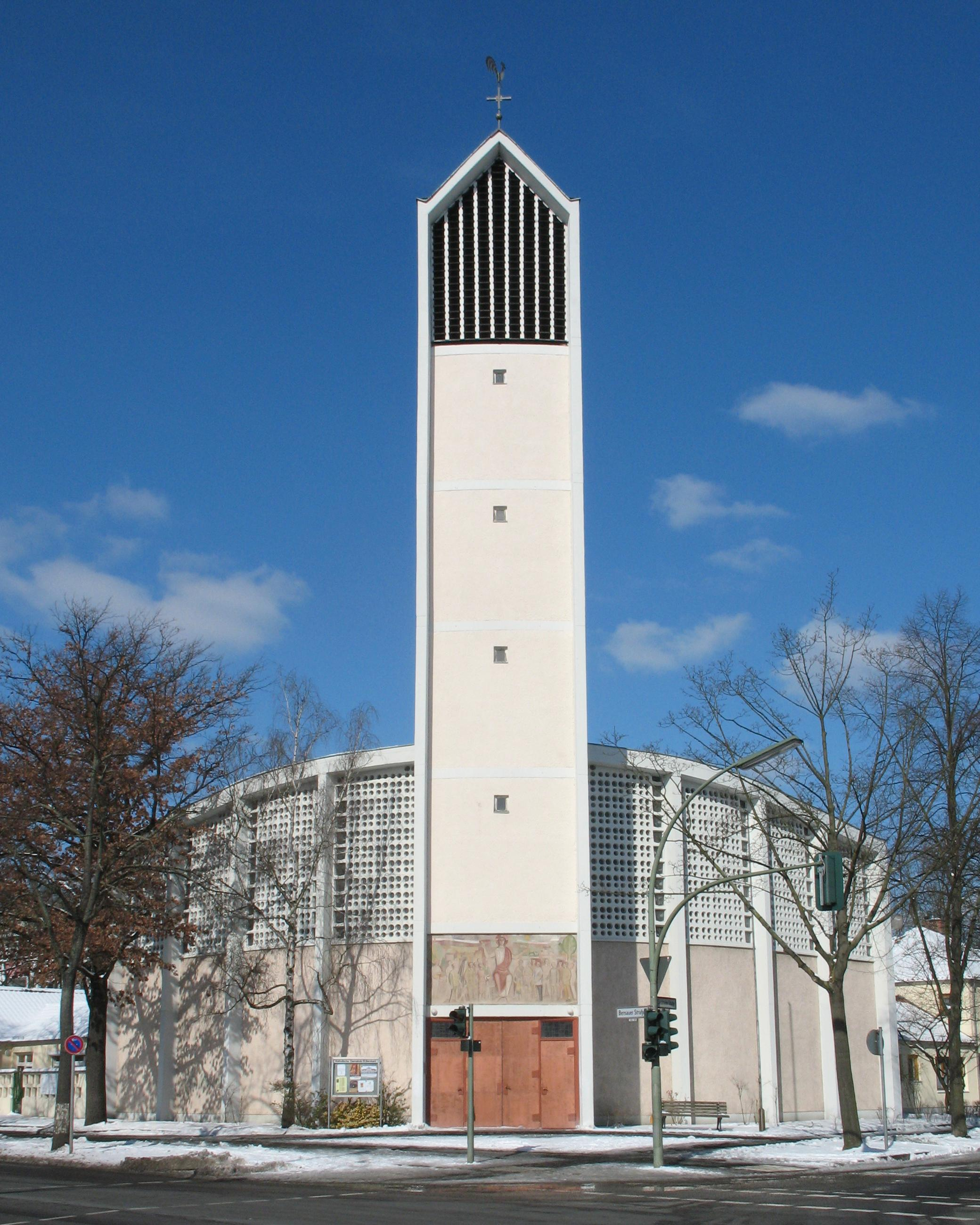
St.-Bernhard-Kirche
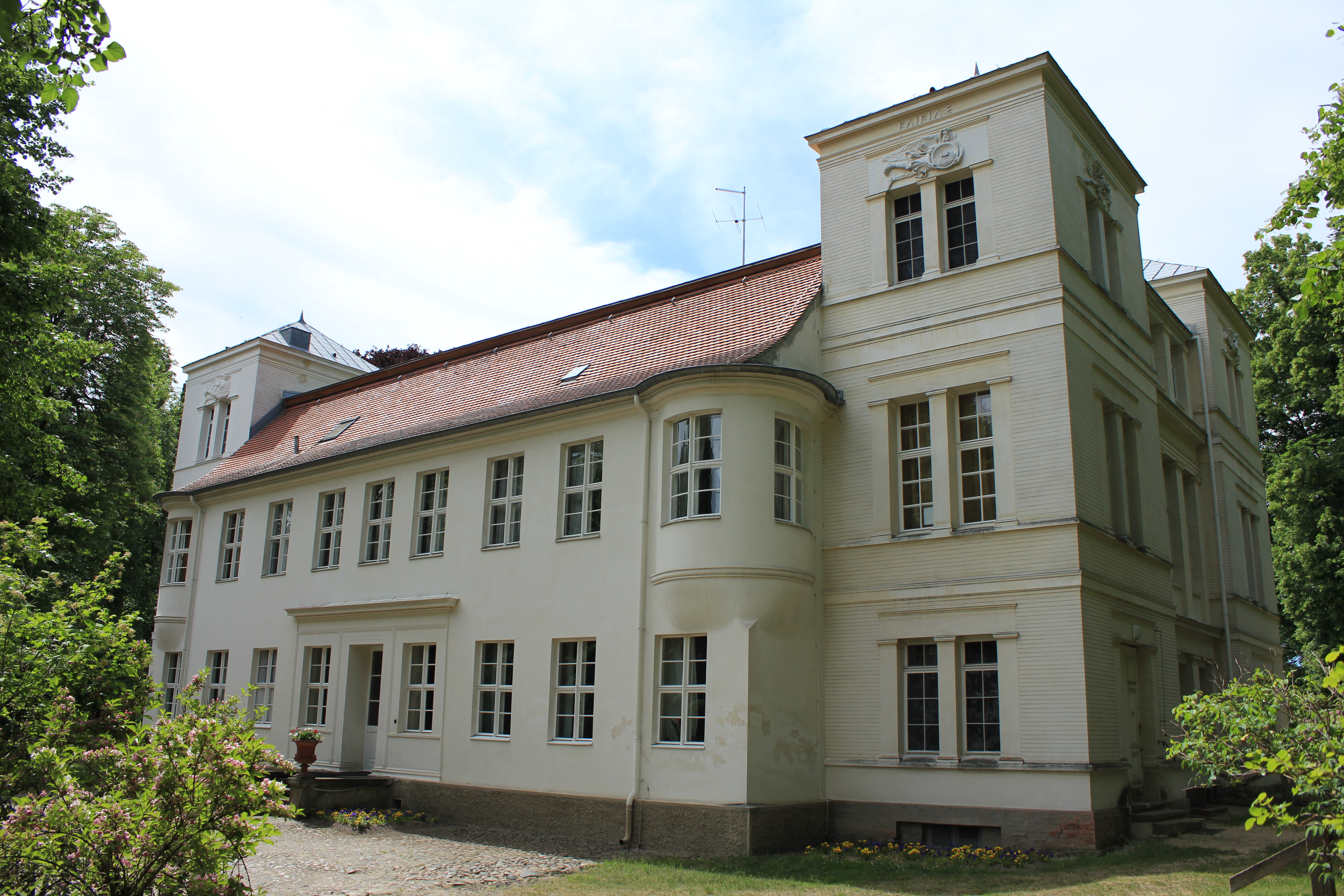
Schloss Tegel
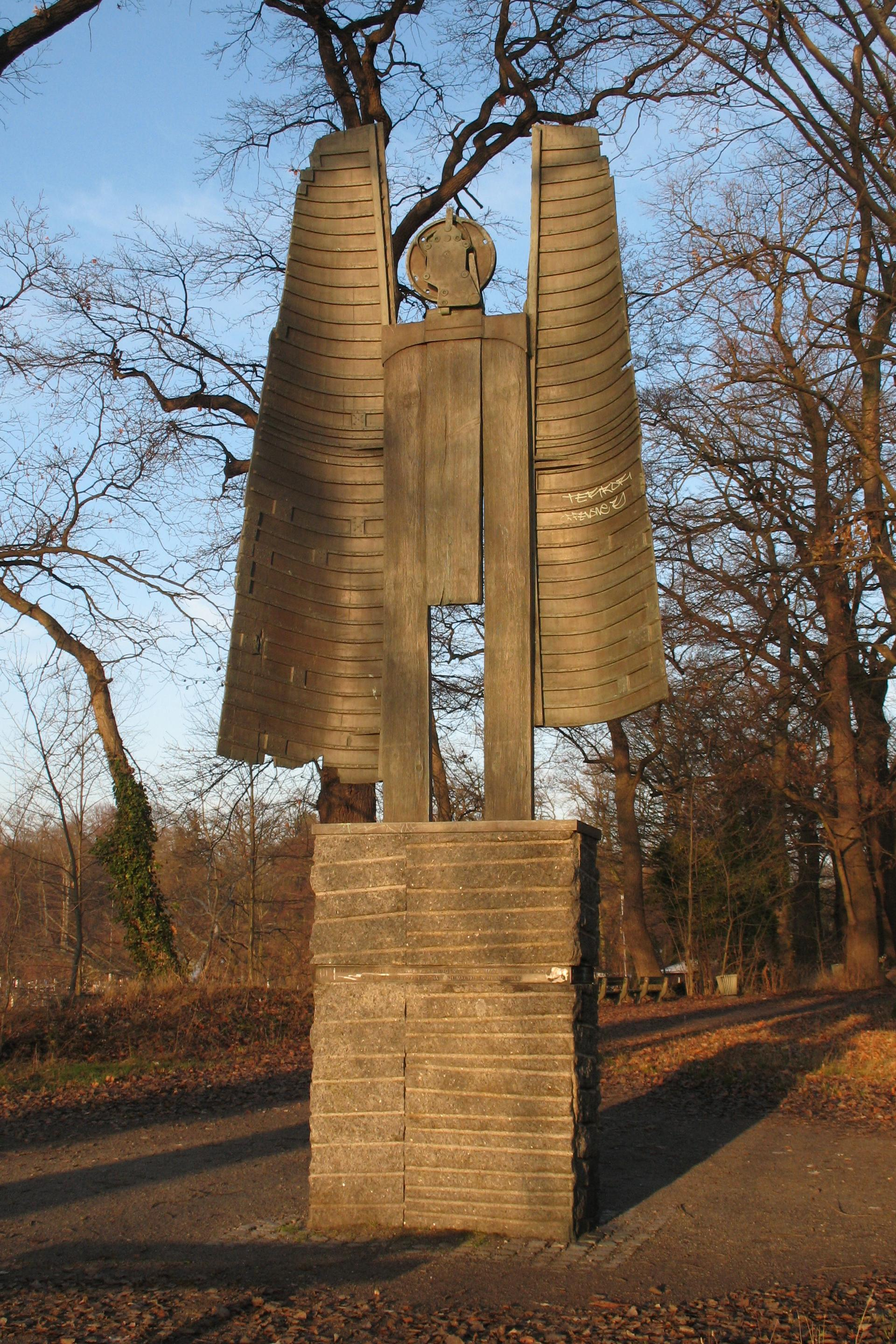
Hommage aan Hannah Höch
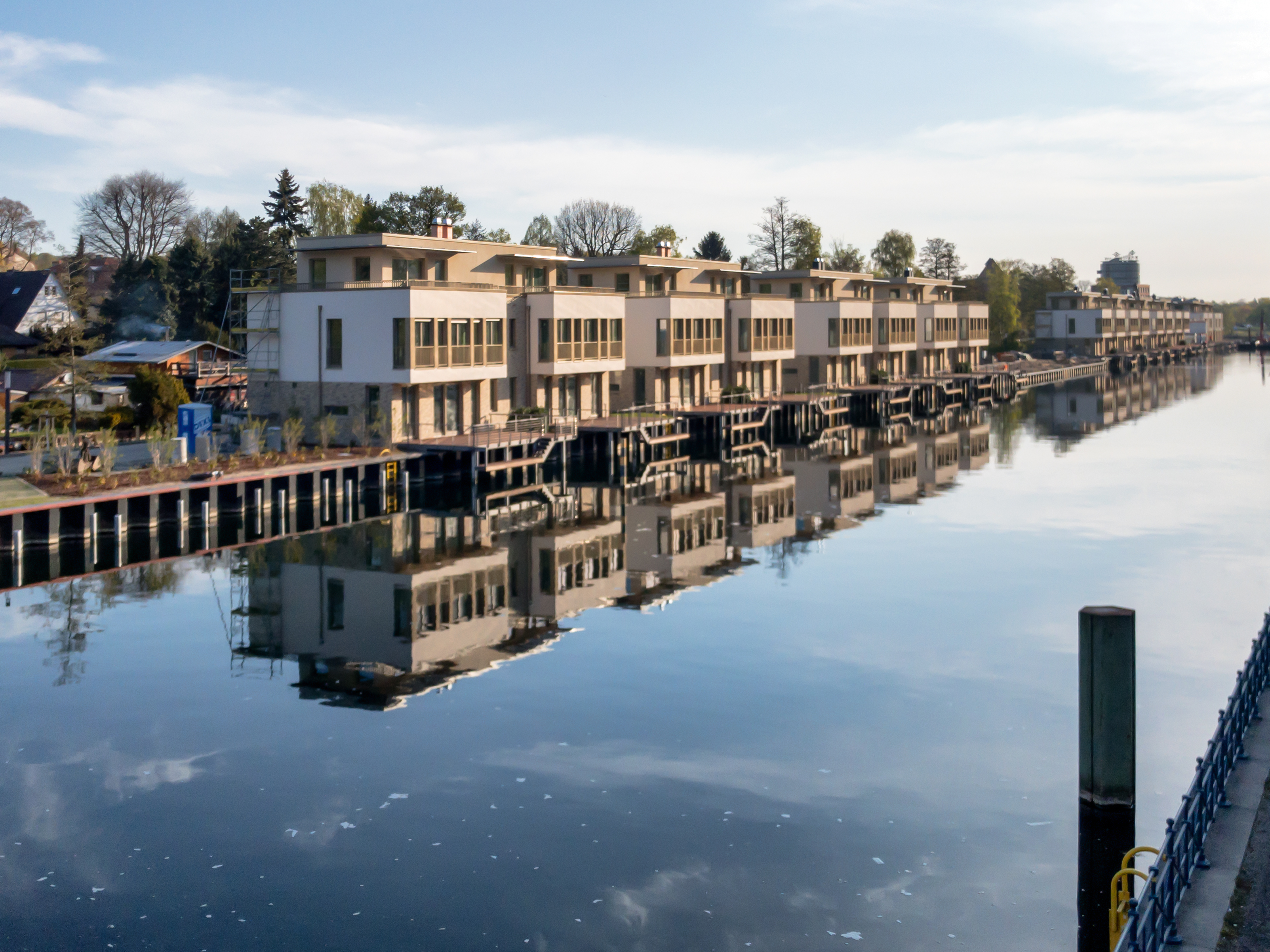
Tegeler Hafen met in 2017 gebouwde luxehuisjes op het Humboldtinsel

Borsigwalde |
Frohnau |
Heiligensee |
Hermsdorf |
Konradshöhe |
Lübars |
Märkisches Viertel |
Reinickendorf |
Tegel |
Waidmannslust |
Wittenau